# Ulica Gontyna w Krakowie
Ulica Gontyna – ulica w Krakowie w dzielnicy VII Zwierzyniec, na Zwierzyńcu, na osiedlu Salwator.
Łączy ulicę św. Bronisławy ze skrzyżowaniem tej samej ulicy z al. Jerzego Waszyngtona. Jest jednojezdniowa.

## Historia
Dawniej w miejscu ulicy znajdowały się fortyfikacje Twierdzy Kraków w formie szańca, pochodzącego z lat 1866–1867.
Ulica została w obecnym kształcie wytyczona w 1911 roku w ramach planu zagospodarowania Salwatora. Stanowi półkoliste rozgałęzienie ul. św. Bronisławy. Ma 200 metrów długości.
Nazwa została nadana w 1912 roku, nawiązuje do legendarnej świątyni pogańskiej, która znajdowała się w miejscu obecnego kościoła św. Małgorzaty.

## Zabudowa
- ul. Gontyna 1 (ul. św. Bronisławy) – willa z ogrodem. Projektował Roman Bandurski, 1910.
- ul. Gontyna 2 – willa z ogrodem. Projektował Roman Bandurski, 1909.
- ul. Gontyna 3 – willa z ogrodem. Projektował Roman Bandurski, 1909.
- ul. Gontyna 4 – willa z ogrodem. Projektował Roman Bandurski, 1910.
- ul. Gontyna 6 – willa z ogrodem. Projektował Roman Bandurski, 1910.
- ul. Gontyna 7 – willa z ogrodem. Projektował Roman Bandurski, 1910.
- ul. Gontyna 8 – willa z ogrodem. Projektował Roman Bandurski, 1910.
- ul. Gontyna 9 – willa z ogrodem. Projektował Roman Bandurski, 1910.
- ul. Gontyna 10 – willa z ogrodem. Projektował Roman Bandurski, 1910.
- ul. Gontyna 12 – willa z ogrodem. Projektował Roman Bandurski, 1910.
- ul. Gontyna 14 (ul. św. Bronisławy) – willa z ogrodem. Projektował Roman Bandurski, 1910.

Opracowano na podstawie źródła: Gminnej ewidencji zabytków – Kraków.